# 克萊頓·理查德
克萊頓·寇爾比·理查德（英語：Clayton Colby Richard，1983年9月12日—），為前美國職棒大聯盟的投手，生涯曾效力於白襪、教士、小熊與藍鳥等隊。

## 職業生涯

### 芝加哥白襪

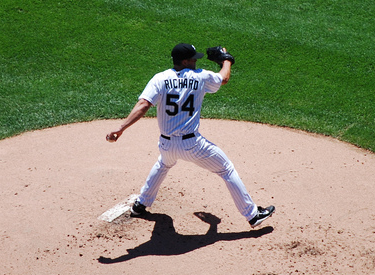
初登板的理查德

2005年美國職棒大聯盟選秀，理查德在第8輪245順位被白襪選走。2008年7月23日，理查德登上大聯盟，他僅投5局便失4分。整季他拿下2勝5敗，防禦率6.04。2009年，他從牛棚出發，但他在5月中又回到先發行列。整季他拿下4勝3敗，防禦率4.65。

### 聖地牙哥教士
2009年7月31日，白襪將理查德、Aaron Poreda、Adam Russell和Dexter Carter交易到教士，換來賽揚獎投手傑克·皮維。整季他拿下5勝2敗，防禦率4.08。
2010年，理查德拿下14勝9敗，防禦率3.75。9月21日，理查德投出生涯首場完封勝。2011年，理查德表現下滑，整季僅拿下5勝9敗，防禦率3.88。7月，他因為左肩受傷導致球季提前報銷。
2012年，理查德拿下14勝14敗，防禦率3.99。2013年2月16日，理查德與球隊簽下一年524萬美元的合約。2013年，理查德成為球隊的2號先發，但他前6場先發防禦率高達8.54。他在7月15日進行肩膀手術，導致球季報銷。整季拿下2勝5敗，防禦率7.01，球季結束後，他成為自由球員。

### 亞利桑那響尾蛇
2014年7月30日，理查德與響尾蛇簽下小聯盟約。他在2A先發3場吞下2敗，防禦率6.60。他在3A僅先發1場，6.1局失3分。最後他在球季結束後成為自由球員。

### 匹茲堡海盜
2014年12月3日，理查德與海盜簽下小聯盟約，並受邀參加大聯盟春訓。他在3A的防禦率為2.09。

### 芝加哥小熊
2015年7月3日，海盜將理查德交易到小熊，換取現金。他在兩場先發後遭到指定讓渡，但他隨後又和小熊簽約。整季他拿下4勝2敗，防禦率3.83。
2016年，他從牛棚出發。他在7月因為球隊迎來阿羅魯迪斯·查普曼，而在8月將理查德釋出。整季他吞下1敗，防禦率6.43。最後小熊拿下世界大賽冠軍，理查德也有獲得冠軍戒。

### 重返教士隊
2016年8月6日，教士與理查德簽下小聯盟約。他在8月初重返大聯盟，並以牛棚身分出場2場比賽。之後他都是球隊的先發投手，整季他拿下3勝3敗，防禦率2.52。球季結束後，他和教士續約一年。
2017年，他完投2場，防禦率4.79。他投出聯盟最多的7次暴投，球季結束後，他和球隊簽下2年合約。
2018年8月28日，他進行膝蓋手術導致球季報銷。整季他拿下7勝11敗，防禦率5.33。12月20日，他遭到球隊指定讓渡。

### 多倫多藍鳥
2018年12月30日，教士將理查德交易到藍鳥，換來Connor Panas。2019年3月29日，他因為右膝受傷而進入傷兵名單。他在5月底完成球季初登板，主投4局失1分無關勝敗。整季他僅拿下1勝5敗，防禦率5.96。2019年9月12日，就在理查德36歲生日當天，他遭到藍鳥釋出。
球季結束後，他代表美國隊參加世界棒球12強賽。

### 重返白襪隊
2020年8月3日，理查德與白襪簽下小聯盟約。他在11月2日成為自由球員。

## 退休之後
2023年2月18日，羅斯成為道奇隊的球員發展部門特助。

## 生涯投球成績
| 勝投 | 敗投 | 防禦率 | 出賽場次 | 先發 | 完投 | 完封 | 投球局數 | 安打 | 失分 | 自責分 | 全壘打 | 保送 | 三振 | 暴投 | 觸身球 |
| ---- | ---- | ------ | -------- | ---- | ---- | ---- | -------- | ---- | ---- | ------ | ------ | ---- | ---- | ---- | ------ |
| 69   | 84   | 4.51   | 275      | 210  | 5    | 3    | 1284.2   | 1398 | 711  | 644    | 149    | 438  | 824  | 43   | 40     |

## 個人生活
理查德目前已婚，並育有2子1女。

## 外部連結
- 球員資訊和成績在MLB，ESPN，Baseball-Reference，Fangraphs（英文）